# Mustache Boy
Mustache Boy est un jeu vidéo d'action développé par Seibu Kaihatsu Inc. et édité par March, sorti en 1987 sur borne d'arcade.